# Fruges
Fruges (in het Nederlands soms nog: Frusje) is een gemeente in het Franse departement Pas-de-Calais (regio Hauts-de-France). De plaats maakt deel uit van het arrondissement Montreuil. Fruges telde op 1 januari 2022 2.349 inwoners.

## Geografie
De oppervlakte van Fruges bedroeg op 1 januari 2022 18,9 vierkante kilometer; de bevolkingsdichtheid was toen 124,3 inwoners per km².

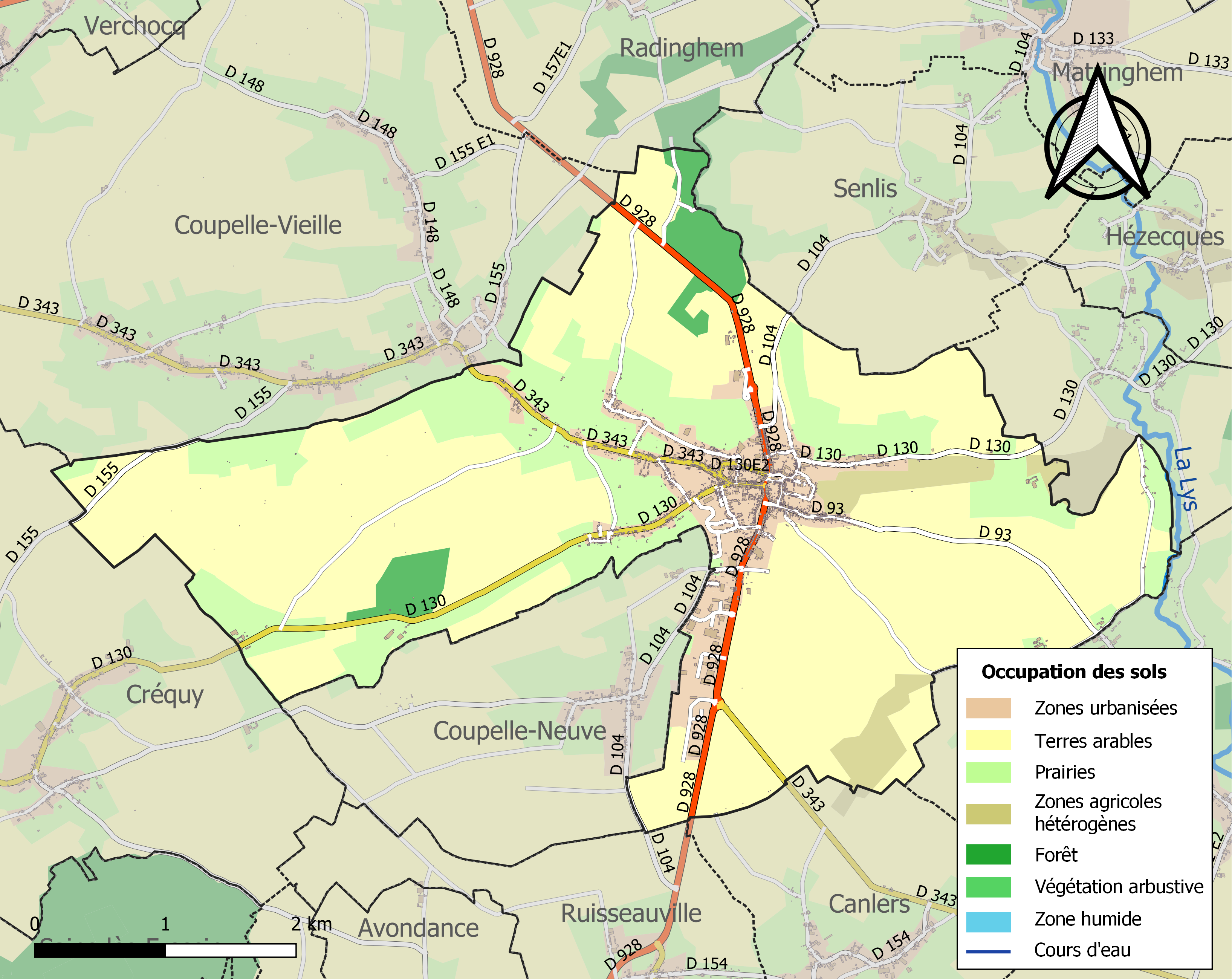
Kaart van de gemeente met belangrijkste infrastructuur, bodemgebruik en omliggende gemeenten

## Demografie
Onderstaande figuur toont het verloop van het inwonertal (bron: INSEE-tellingen).